# Гапеев, Ефим Данилович
Ефим Данилович Гапеев — один из руководителей партизанского движения на территории Барановичской области в годы Великой Отечественной войны.

## Биография
Родился 8 марта 1908 года в селе Левенка Стародубского уезда (ныне Стародубский район Брянской области). Крестьянствовал, окончил школу красных ветеринаров, работал на шахтах Донбасса. В 1940—1941 гг — секретарь Вороновского райкома партии Барановичской области БССР.
В первые дни войны участвовал в оборонительных боях в качестве комиссара сводного батальона народного ополчения Гомеля. Был ранен, под Добрушем попал в окружение, пешком вышел из него; добрался до Москвы, где прошел спецподготовку. В феврале 1942 года был направлен в тыл гитлеровцев на территорию Минской области для выполнения спецзадания.
С марта 1943 года — уполномоченный ЦШПД И ЦК КП(б)Б по Лидскому межрайпартцентру, член Барановичского подпольного обкома партии. С сентября 1943 года — секретарь Лидского подпольного горкома-райкома КП(б)Б. Одновременно с марта 1943 по июль 1944 — командир партизанского соединения Лидской зоны (подпольный псевдоним «Соколов»), охватывавшей Лидский, Юратишский, Радунский, Вороновский, Новогрудский, Любчанский, Ивьевский районы. Состав соединения: 6 бригад, 1 отдельный семейный отряд общей численностью 4200 человек.
После войны — на партийной работе. Умер в 1990 году, похоронен на Кальварийском кладбище в Минске.
Награждён орденами Красного Знамени, Суворова ІІ степени, медалями «Партизану Отечественной войны» І и ІІ степени. Почетный гражданин города Лиды.